# Campeonato Burundiano de Futebol
O Campeonato Burundiano de Futebol ou Amstel Ligue é a principal divisão do futebol de Burundi, disputado desde 1972.

## Participantes 2023
- Le Messager (Ngozi)
- Musongati FC		(Gitega)
- Aigle Noir (Makamba)
- BS Dynamik (Bujumbura)
- Flambeau du Centre (Giteba)
- Vital'O F.C.		(Bujumbura)
- Bujumbra City (Bujumbura)
- Olympic Star		(Muyinga)
- Rukinzo (Bujumbura)
- AS Inter Star 	(Bujumbura)
- Bumamuru (Buganda)
- Kayanza United (Kayanza)
- Atlético New Oil	(Muyinga)
- Top Junior (Kayanza)
- Magara Young Star (Buganda)
- Tigre Noir Ruyigi (Ruyigi)

## Campeões
| Ano     | Clube             |
| ------- | ----------------- |
| 1963    | Stella Matutina   |
| 1964    | Stella Matutina   |
| 1965    | Maniema           |
| 1966    | Maniema           |
| 1967    | Maniema           |
| 1968    | Maniema           |
| 1969    | Espoir            |
| 1970    | Inter             |
| 1971    | Vital'O           |
| 1972    | Sports Dynamic    |
| 1973    | não realizado     |
| 1974    | Inter             |
| 1975    | Inter             |
| 1976    | Prince Louis      |
| 1977    | Inter             |
| 1978    | Inter             |
| 1979    | Vital'O           |
| 1980    | Vital'O           |
| 1981    | Vital'O           |
| 1982    | Maniema           |
| 1983    | Vital'O           |
| 1984    | Vital'O           |
| 1985    | Inter             |
| 1986    | Vital'O           |
| 1987    | Inter             |
| 1988    | Inter             |
| 1989    | Inter             |
| 1990    | Vital'O           |
| 1991    | Inter Star        |
| 1992    | Inter Star        |
| 1993    | abandonado        |
| 1994    | Vital'O           |
| 1995    | Maniema           |
| 1996    | Vital'O           |
| 1997    | Maniema           |
| 1998    | Vital'O           |
| 1999    | Vital'O           |
| 2000    | Vital'O           |
| 2001    | Prince Louis      |
| 2002    | Muzinga           |
| 2003    | não terminado     |
| 2004    | Atlético Olympic  |
| 2005    | Inter Star        |
| 2006    | Vital'O           |
| 2007    | Vital'O           |
| 2008    | Inter Star        |
| 2009    | Vital'O           |
| 2010    | Vital'O           |
| 2010-11 | Atlético Olympic  |
| 2011-12 | Vital'O           |
| 2012-13 | Flambeau de I'Est |
| 2013-14 | LLB Académic      |
| 2014-15 | Vital'O           |
| 2015-16 | Vital'O           |
| 2016-17 | LLB Académic      |
| 2017-18 | Le Messager       |
| 2018-19 | Aigle Noir        |
| 2019-20 | Le Messager       |
| 2020-21 | Le Messager       |
| 2021-22 | Flambeau de I'Est |
| 2022-23 | Bumamuru FC       |
| 2023-24 | Vital'O           |
| 2024-25 | Aigle Noir CS     |

## Títulos por Clubes
| Clube             | N° | Anos |
| ----------------- | -- | --- |
| Vital'O           | 21 | 1971, 1979, 1980, 1981, 1983, 1984, 1986, 1990, 1994, 1996, 1998, 1999, 2000, 2006, 2007, 2009, 2010, 2012, 2015, 2016 e 2024. |
| Inter             | 9  | 1970, 1974, 1975, 1977, 1978, 1985, 1987, 1988, 1989.                                                                          |
| Maniema           | 7  | 1965, 1966, 1967, 1968, 1982, 1995, 1997.                                                                                      |
| Inter Star        | 4  | 1991, 1992, 2005, 2008. |
| Le Messager       | 3  | 2018, 2020, 2021 |
| Aigle Noir        | 2  | 2019, 2025 |
| Flambeau de I'Est | 2  | 2013, 2022 |
| LLB Academic      | 2  | 2014, 2017. |
| Atlético Olympic  | 2  | 2004, 2011. |
| Prince Louis      | 2  | 1976, 2001. |
| Stella Matutina   | 2  | 1963, 1964. |
| Espoir            | 1  | 1969 |
| Sports Dynamic    | 1  | 1972 |
| Muzinga           | 1  | 2002 |
| Burumbaru FC      | 1  | 2023 |

## Participações na Liga dos Campeões da CAF
| Clube             | N° | Anos                                                                                      |
| ----------------- | -- | ----------------------------------------------------------------------------------------- |
| Sports Dynamic    | 1  | 1973                                                                                      |
| Inter             | 7  | 1975, 1986, 1987, 1988, 1989, 1990, 1992                                                  |
| Maniema           | 4  | 1983, 1995, 1996, 1998                                                                    |
| Vital'O           | 15 | 1982, 1984, 1985, 1991, 1993, 1999, 2000, 2001, 2007, 2008, 2010, 2011, 2013, 2016, 2017, |
| Inter Star        | 1  | 2006, 2009,                                                                               |
| Prince Louis      | 1  | 2002                                                                                      |
| Muzinga           | 1  | 2003                                                                                      |
| Atlético Olympic  | 1  | 2012,                                                                                     |
| Flambeau de l’Est | 1  | 2014,                                                                                     |
| LLB Académic      | 2  | 2015, 2018,                                                                               |
| Le Messager       | 1  | 2019                                                                                      |

## Campeões Invictos
| Ano     | Equipe           | J  | V  | E | D | GM | GS | SG  | Pts. |
| ------- | ---------------- | -- | -- | - | - | -- | -- | --- | ---- |
| 2010-11 | Atlético Olympic | 22 | 18 | 4 | 0 | 45 | 6  | +39 | 58   |